# Мальэрб, Аннет
Аннет Мальэрб (нидерл. Annet Malherbe, род. 23 ноября 1957, Роттердам, Нидерланды) — голландская актриса
, жена знаменитого режиссёра Алекса ван Вармердама

## Биография
После начальной школы в Звейндрехте в 1969 году получает общее среднее образование в Дордрехте. С этим дипломом, она решает подать заявку в театральную школу в Амстердаме, но получает отказ по возрасту, и приходит на прослушивание в 1977 году. С 1982 года играет в театре, фильмах и сериалах.
Мальэрб состоит в браке с актёром и режиссёром Алексом ван Вармердамом, с которым у неё двое детей: Мес и Хауке. Она играет, по большей части в его фильмах главные роли вместе с ним: Абель, Северяне, Платье, Малыш Тони, Гримм, и Последние дни Эммы.

## Фильмография
- Боргман — Бренда (2013)
- Foeksia de Miniheks — Minuul (2010)
- Последние дни Эммы Бланк (2009)
- 't Vrije Schaep — Dolly (Afl. Ik doe wat ik doe, 2009)
- SEXtet (2007)
- Spoorloos verdwenen — Petra de Wit (Afl. De verdwenen voetballer, 2006)
- Gooische Vrouwen — Willemijn Lodewijkx-Verbrugge (2005—2007)
- Twee dromen (2004)
- Новые сказки братьев Гримм (2003)
- Lot (2003)
- Loenatik de Moevie (2002)
- Леди-кошка (2001)
- Zus & Zo (2001)
- Oud Geld — Ank (1999)
- Hertenkamp — Nilgun (1999)
- Kleine Teun (1998)
- Abeltje — Mevrouw Cockle-Smith/Roef (1998)
- Aan het eind van de aspergetijd (1997)
- Платье (1996)
- De wachtkamer (1995)
- Reunie (1994)
- Op afbetaling (1993)
- Mus (1993)
- Северяне (1992)
- Jiskefet — Juffrouw Jannie (1990—1997)
- Авель (1986)